# Grimmia pachyloma
Grimmia pachyloma là một loài Rêu trong họ Grimmiaceae. Loài này được (Mont.) Mitt. mô tả khoa học đầu tiên năm 1869.